# Duh
Duh je domnevno breztelesno prikazovanje mrtve osebe (ali redkeje živali). Pogosta so mnenja, da je duh duša osebe, ki je po smrti ostala na Zemlji. Glede na mišljenje nekaterih, bi lahko bil duh osebnost človeka po njegovi smrti in ni neposredno vezan na dušo. Pri vseh kulturah na svetu zasledimo zgodbe o duhovih, toda te se časovno in prostorsko spreminjajo, skupaj z nesoglasji glede tega, kaj so duhovi in ali so le plod domišljije ali pa del resničnosti.
Duhovi so pogosto upodobljeni v človeški velikosti in obliki (čeprav nekatera pripovedovanja omenjajo tudi živalske duhove), toda pripisujejo jim značilne lastnosti: so srebrnkasti, nastopijo kot sence, so napol prozorni ali pa podobni meglici. Snov, ki sestavlja duhove in druge prikazni, parapsihologi imenujejo ektoplazma. Duhovi nimajo telesne oblike kot človeška bitja, temveč le prosojno astralno telo. Včasih niso vidni, ampak se prikazujejo v obliki drugih fenomenov, kot so premikanje predmeta, samodejno preklapljanje stikala za luč, zvoki, itd., ki menda nimajo nobene naravne razlage.
Obstoj duhov je še vedno zavit v tančice skrivnosti. Ljudje iz zahodnih dežel, ki verjamejo v duhove, menijo, da so duhovi duše umrlih, ki po smrti niso mogle najti miru in tako tavajo po Zemlji. Nesposobnost najti mir, se pogosto razlaga z nedokončanimi opravki, na primer, ko žrtev po smrti išče pravico ali maščevanje. Zločinci včasih domnevno tavajo, da bi se izognili vicam ali peklu. Nekateri pravijo, da duhovi živijo v vicah, kraju, ki glede na nepriznan krščanski nauk leži med nebesi in peklom, in kamor gredo duše nekrščenih dojenčkov. Treba je upoštevati, da večina protestantov in evangeljskih kristjanov verjame v obstoj višje oblasti, ne verjamejo pa v duhove (kot netelesno prikazovanje mrtvih).
Nekateri raziskovalci se približajo možnemu obstoju duhov z bolj znanstvenega stališča, in sicer z iskanjem soodvisnosti in vzročnih razmerij med zaznanimi fenomeni in domnevno prisotnostjo duhov. Tisti, ki sledijo temu pristopu, najpogosteje verjamejo, da duhovi dejansko niso duše, ločene od telesa, ampak so prej občutja psihične energije, ki jo je zapustila preminula (ali v nekaterih redkih primerih še vedno živa) oseba. Trdijo, da travmatični dogodki (kot je umor ali samomor) povzročijo, da se duševna energija sprosti v svet, kjer jo lahko doživijo drugi ljudje, ki so občutljivi na njeno prisotnost. Tak način razmišljanja uvrsti duhove v kategorijo nepojasnjenih nadnaravnih pojavov.